# 完美集合
在拓樸學中，一個拓樸空間的子集是完美的若且唯若他是閉集且沒有孤立點。等價地說，一個集合{\displaystyle S}是完美的若且唯若{\displaystyle S=S'}，其中{\displaystyle S'}是所有{\displaystyle S}的極限點的集合（又稱為{\displaystyle S}的導集）。
在完美集中，每個點都可以被該集合中其他的點隨意逼近。也就是說，給定{\displaystyle S}中的任意一點和該點的一個鄰域，總會存在另一個{\displaystyle S}中的點，也落在該鄰域內。

## 例子
以下實數線的子集皆為完美集：空集、閉區間、實數線本身、以及康托爾集。其中康托爾集特別的是完全不連通的。

## 與其他拓樸性質的關連
康托爾證明了實數的閉子集可以被唯一的分解為一個完美集和一個可數集的不交並。Cantor-Bendixson定理則將該性質推廣至波蘭空間的閉子集。
康托爾還證明了實數線的非空完美集的基數是{\displaystyle 2^{\aleph _{0}}}，也就是連續統的勢。這些結果還可以擴展到描述集合論中：
- 若{\displaystyle X}是完備度量空間且沒有孤立點，則康托爾空間{\displaystyle 2^{\omega }}可以被連續地嵌入{\displaystyle X}中，因此{\displaystyle X}的基數至少為{\displaystyle 2^{\aleph _{0}}}。若{\displaystyle X}是可分、完備度量空間且沒有孤立點，則{\displaystyle X}的基數恰好為{\displaystyle 2^{\aleph _{0}}}。
- 若{\displaystyle X}是局部緊緻郝斯多夫空間且沒有孤立點，則存在一個從康托爾空間映射到{\displaystyle X}的單射函數（不一定是連續的），因此{\displaystyle X}的基數至少為{\displaystyle 2^{\aleph _{0}}}。